# Rzezawa (gmina)
Rzezawa est une gmina rurale du powiat de Bochnia, Petite-Pologne, dans le sud de la Pologne. Son siège est le village de Rzezawa, qui se situe environ 6 km à l'est de Bochnia et 43 km à l'est de la capitale régionale Cracovie.
La gmina couvre une superficie de 85,48 km2 pour une population de 10 473 habitants.

## Géographie
La gmina inclut les villages de Borek, Bratucice, Buczków, Dąbrówka, Dębina, Jodłówka, Krzeczów, Łazy, Okulice, Ostrów Królewski et Rzezawa.
La gmina borde la ville de Bochnia et les gminy de Bochnia, Brzesko et Szczurowa.